# HD 10824
HD 10824，又名BD-06 336，SAO 129490、HR 513，是一颗恒星，视星等为5.34，位于銀經156.61，銀緯-64.97，其B1900.0坐标为赤經1h 40m 58s，赤緯-6° -64.97′ 1″。